# 113 (število)
113 (stó trinájst) je naravno število, za katero velja 113 = 112 + 1 = 114 - 1.

## V matematiki
- praštevilo Germainove.
- najmanjše število n, za katero ima enačba x -  φ(x) = n natanko 11 rešitev. Rešitve enačbe so: 545, 749, 1133, 1313, 1649, 2573, 2993, 3053, 3149, 3233, 12769.
- Eisensteinovo praštevilo brez imaginarnega ali realnega dela oblike {\displaystyle 3n-1}.
- sedmo Prothovo praštevilo 113 = 7 · 24 + 1.
- osmo središčno kvadratno število.
- deveto praštevilo, ki ni Higgsovo praštevilo za eksponent 2, in četrto za eksponent 3.

## Drugo

### Leta
- 113 pr. n. št.
- 113, 1113, 2113